# Стропешин (Свентокшиське воєводство)
Стропешин (пол. Stropieszyn) — село в Польщі, у гміні Чарноцин Казімерського повіту Свентокшиського воєводства.
Населення — 58 осіб (2011).
У 1975-1998 роках село належало до Келецького воєводства.

## Демографія
Демографічна структура на день 31 березня 2011 року:
|          | Загалом | Допрацездатний вік | Працездатний вік | Постпрацездатний вік |
| -------- | ------- | ------------------ | ---------------- | -------------------- |
| Чоловіки | 22      | 1                  | 18               | 3                    |
| Жінки    | 36      | 5                  | 22               | 9                    |
| Разом    | 58      | 6                  | 40               | 12                   |